# Heinrich Platzbecker (Komponist)
Heinrich August Hubert Platzbecker (* 13. September 1860 in Merzenhausen, heute Stadt Jülich; † 10. oder 15. April 1937 in Dresden) war ein deutscher Komponist und Pianist.

## Leben
Während seines Studiums wurde er 1883 Mitglied der Leipziger Universitäts-Sängerschaft zu St. Pauli. Er redigierte die Wochenschrift „Dresdner Kunst und Leben (in Wort und Bild)“. Die von der Lehmann'schen Buchdruckerei,  Verlagsbuchhandlung und Graphische Kunstanstalt hergestellt und herausgegeben wurde. Heinrich Hubert Platzbecker gab als Berufe für das Adressbuch Dresden 1899 an: Musikschriftsteller, Komponist und Redakteur. Nach dem Ersten Weltkrieg ist er als „Platzbecker, Heinrich A. Hub., Prof., Musikschriftsteller u. Komponist“ im Dresdner Adressbuch aufgeführt und vermerkt, dass er  Professor und Träger des sächsischen Kriegsverdienstkreuzes ist, wobei die Abkürzung „A.“ für August, und „Hub“ für Hubert steht.

## Werke
Operetten
- Der Wahrheitsmund (Bocca della Verità). Operette in 3 Akten. Text von Adele Osterloh und dem Komponisten. Eulenburg, Leipzig 1901.
- Fundevogel und Lenchen. Märchenspiel von Hermann Fischer. A. Strauch, Leipzig 1929.
- Papa Schwerenöter. Nach der Grundidee der Posse „Der Brautvater“. Burleske Operette in 3 Akten von Adolph Rosée. Eulenburg, Leipzig o. J.
- König Lustik. Operette in 3 Akten von Carl Crome-Schwiening. Eulenburg, Leipzig o. J.
- Jenenser Studenten. Komische Operette in 3 Akten. Text von Carl Crome-Schwiening. Leipzig um 1900.
- Der Hochverräter. Leipzig um 1903.

Weitere Werke
- Zwei heitere Männerchöre. Schuberth, Leipzig o. J.
- Margret: Tanzliedchen; op. 54. Nr. 2. Gedicht von Julius Gersdorff. Schuberth, Leipzig um 1905.
- Spatz und Spätzin. Gedicht von Alfred Schmidt. op. 43,1. Männerchor 4stg. Leipzig o. J.
- Mädel, sei gescheit. Gedicht von Gustav Hochstetter. op. 43,2. Männerchor 4stg. Schuberth, Leipzig o. J.
- Ein Fliegen-Roman. Gedicht von Alfred Schmidt. op. 43,1. Männerchor 4stg. Schuberth, Leipzig o. J.
- Einführung in August Bungert’s Musik-Tragödie „Kirke“ mit dem Vorspiel „Polyphemos“. Unter Mitwirkung von Max Chop und Friedrich Adolf Geißler. Hrsg. von Heinrich Platzbecker. Dresdener Kunst, Dresden um 1897.
- Lingner-Marsch, offizieller Festmarsch der Internationalen Hygiene-Ausstellung  Dresden 1930, op. 107. Dem Präsidium der Internationalen Hygiene-Ausstellung 1930 sowie dem Vorstand und der Leitung des Deutschen Hygiene-Museums in Dresden zugeeignet. Verlag „Rund um die Welt“ Robert Fischer, Dresden.